# Крог
Крог (словен. Krog) — поселення в общині Мурська Собота, Помурський регіон, Словенія. Висота над рівнем моря: 189,5 м.